# Kröpeliner Mühle

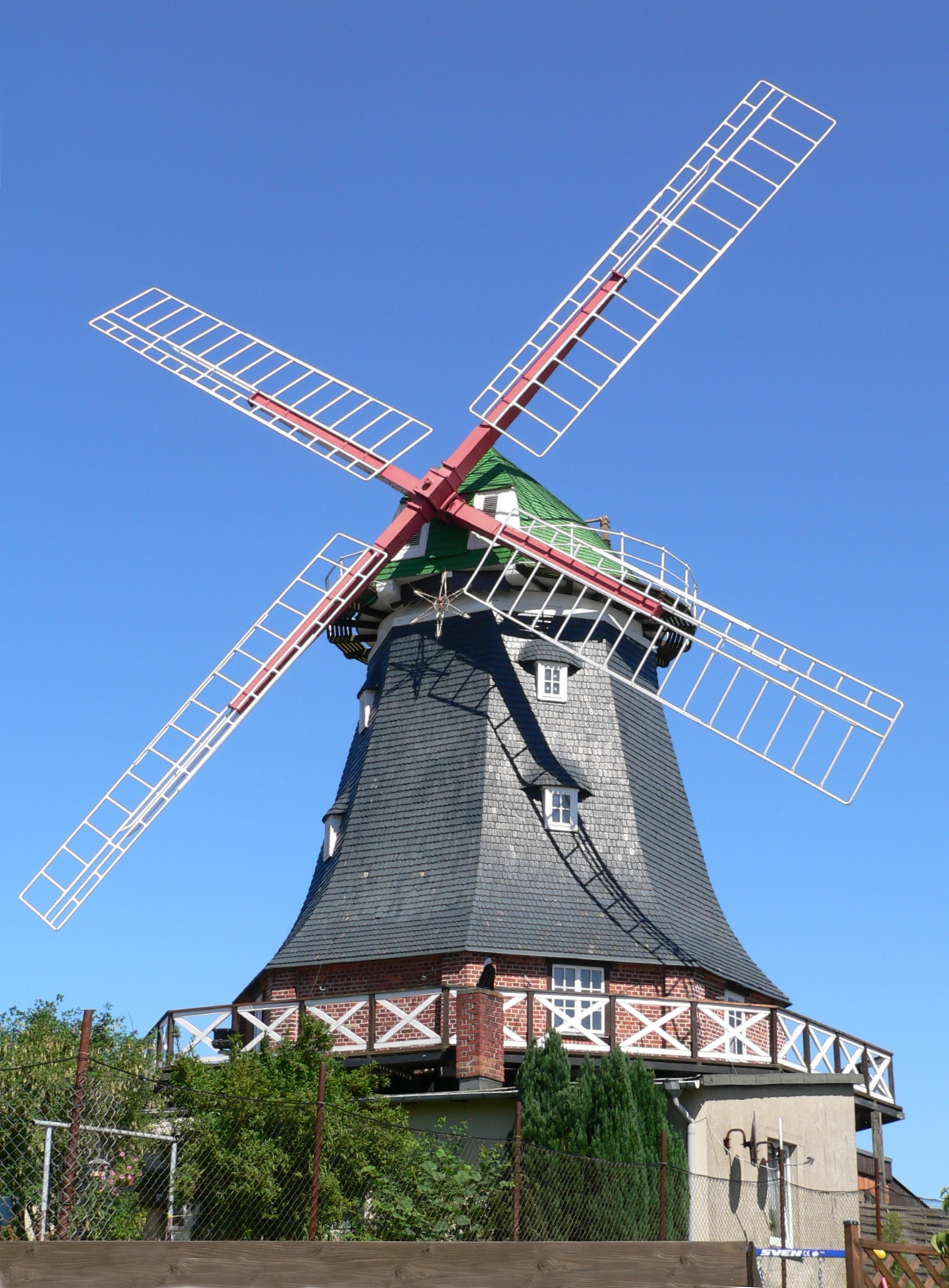
Die Kröpeliner Mühle

Die Kröpeliner Mühle (auch versenkbare Mühle) ist eine Windmühle in der mecklenburgischen Stadt Kröpelin.

## Bauweise, Technik

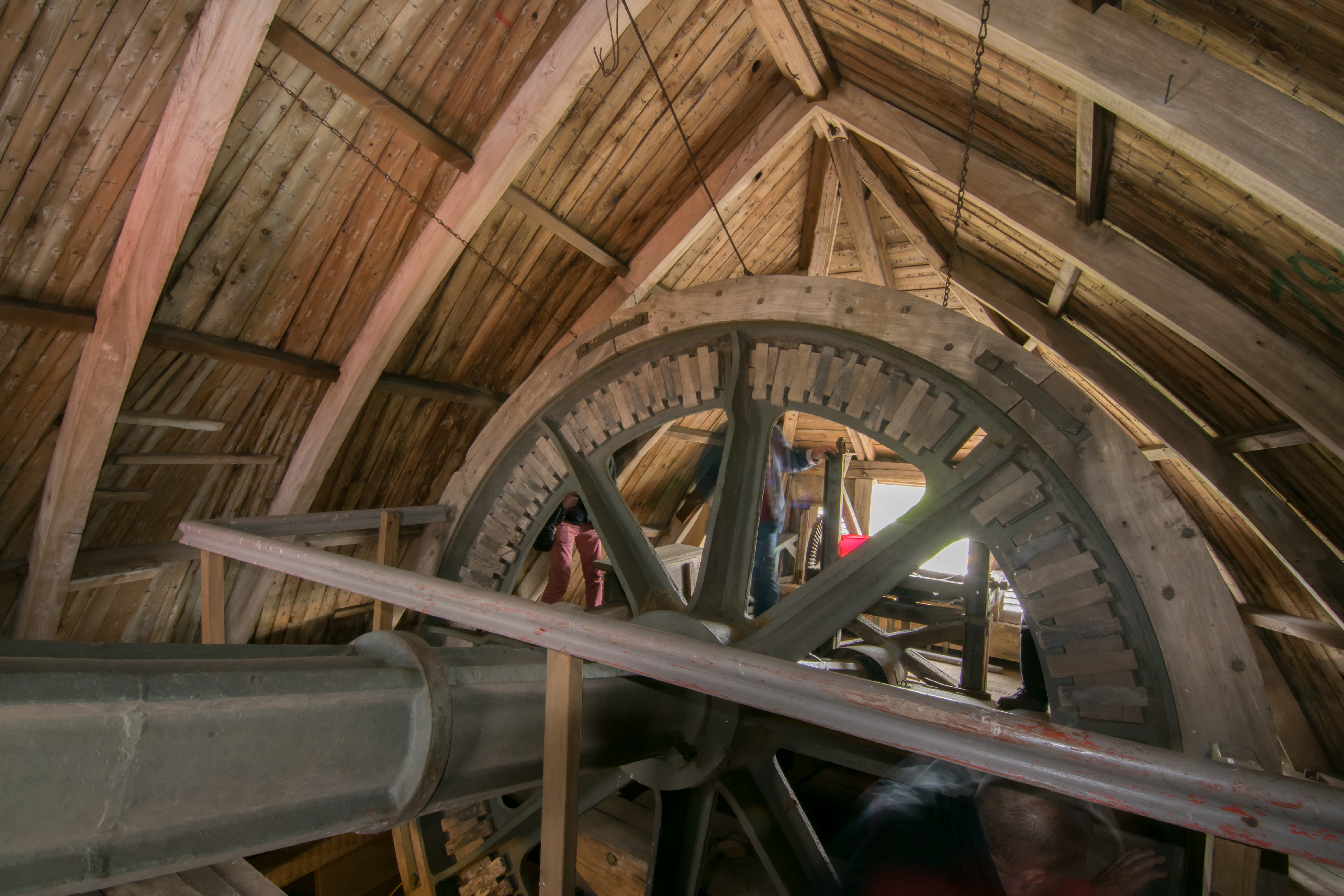
Im Inneren der Kappe

Die Mühle zählt zu den Galerieholländermühlen.
Namensgebend ist hierbei die umlaufende Galerie, welche erforderlich war um die Flügel zu erreichen. Dies war für die Bedienung der Windmühle erforderlich, vom Boden aus aber nicht möglich.
Der Backsteinunterbau mit der Galerie ist zweigeschossig ausgeführt. Darüber befindet sich der ebenfalls aus zwei Geschossen bestehende achtseitige Mühlenkörper mit der aufsitzenden Haube. Der Mühlenkörper und die Haube sind mit Schindeln aus Lärchenholz bedeckt.
Die die Mühle durchziehende Königswelle ist noch vorhanden und auch Kammrad und Bunkler befinden sich noch in der Haube. Die nachgebauten Flügel und die Haube können noch von Hand gedreht werden.

## Geschichte
Der Bau der Mühle begann 1904. Die Baukosten für die Familie Käding betrugen 30.000 Goldmark.
Der Betrieb der Mühle begann 1906 und bis 1952 wurde Korn gemahlen.
In den 1970er Jahren wurde die Mühle umgebaut und für Polytechnischen Unterricht genutzt.
1986 wurde die Mühle umfassend rekonstruiert. Angedacht war eine zukünftige Nutzung als Gaststätte, ein entsprechender Umbau begann und ein zweigeschossiger Wirtschaftstrakt wurde angebaut. Durch die Wende kamen diese Arbeiten aber zum Stillstand.
2012 bis 2013 wurde die Mühle saniert und der Wirtschaftstrakt zurückgebaut. Die Gesamtkosten diese Maßnahme lagen bei 683.000 Euro, von denen die Stadt Kröpelin als Eigentümerin 171.000 Euro trug.
Der 2006 gegründete Mühlenverein erhielt von der Stadt Kröpelin eine Kooperationsvertrag und betreibt die Mühle seit dem Jahr 2013. Die Mühle wird für Ausstellungen genutzt und das erste Obergeschoss ist als Trauzimmer gewidmet.

## Die versenkbare Mühle

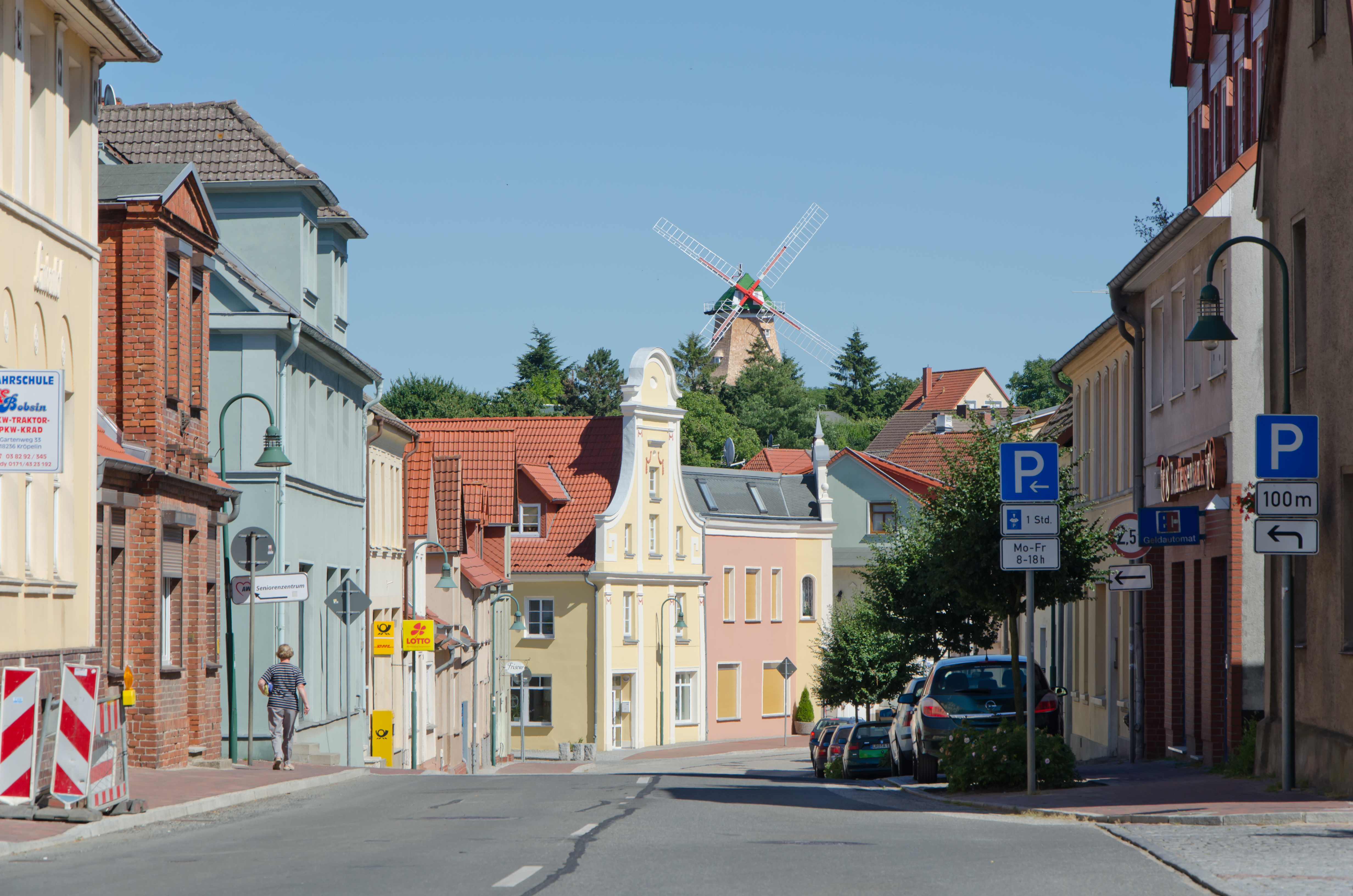
Blick von der Innenstadt auf die Mühle. Die Straße führt scheinbar rechts an der Mühle vorbei.

Der Beiname „versenkbare“ Mühle resultiert aus einer geographischen Besonderheit. Kröpelin wurde in hügeligen Gelände gebaut und je nach eigenem Standort ist die Mühle sichtbar oder ist hinter eigentlich tiefer als die Mühle liegenden Gebäuden verborgen. Besonders deutlich wird dieses Phänomen, wenn man von Westen kommend sich entlang der Hauptstraße bewegt. Die Mühle befindet sich dann in der Sichtachse in Richtung Osten und überragt zunächst die umliegenden Gebäude. Wenn man sich auf die Mühle zu bewegt, „versinkt“ die Mühle. Der Effekt wird dadurch verstärkt, dass sie aufgrund einer Straßenbiegung zunächst hinter den Häusern auf der linken Straßenseite erscheint, tatsächlich aber rechts von der Straße liegt.